# Ana María Martínez-Pina
Ana María Martínez-Pina García (Barcelona, 18 de juliol de 1971) és una jurista espanyola, i des del 25 de novembre de 2016 fins al novembre de 2020 ha estat vicepresidenta de la Comissió Nacional del Mercat de Valors (CNMV).

## Biografia
Va néixer el 18 de juliol de 1971 a Barcelona. Es va llicenciar en Dret a la Universitat Central de Barcelona, va treballar per a KPMG i des de 2002 pertany al Cos Superior d'Inspectors d'Assegurances de l'Estat.
Ha estat destinada a la Dirección General de Seguros y Fondos de Pensiones de 2002 a 2003 i, des de 2003, a l'Institut de Comptabilitat i Auditoria de Comptes (ICAC), on ha estat Sotsdirectora General Adjunta de Normalització i Tècnica Comptable i Secretària del Comitè Consultiu de Comptabilitat (2006-2012).
Ha estat membre dels grups de treball encarregats d'elaborar el Pla General de Comptabilitat i totes les seves normes de desenvolupament. Ha estat membre de la Comissió Rectora del Fons de Reestructuració Ordenada Bancària (FROB). Des de febrer de 2012 fins a la seva incorporació a la CNMV va ser Presidenta de l'Institut de Comptabilitat i Auditoria de Comptes (ICAC).
El novembre de 2016 fou nomenada vicepresidenta de la Comissió Nacional del Mercat de Valors (CNMV) i el juliol de 2019, copresidenta del Monitoring Club. En extingir-se la seva vicepresidència a la CNMV, al novembre de 2020, fou substituïda per Montserrat Martínez Parera.